# Cheiramiona lajuma
Cheiramiona lajuma là một loài nhện trong họ Miturgidae.
Loài này thuộc chi Cheiramiona. Cheiramiona lajuma được miêu tả năm 2003 bởi Lotz.